# 1. československá armáda na Slovensku

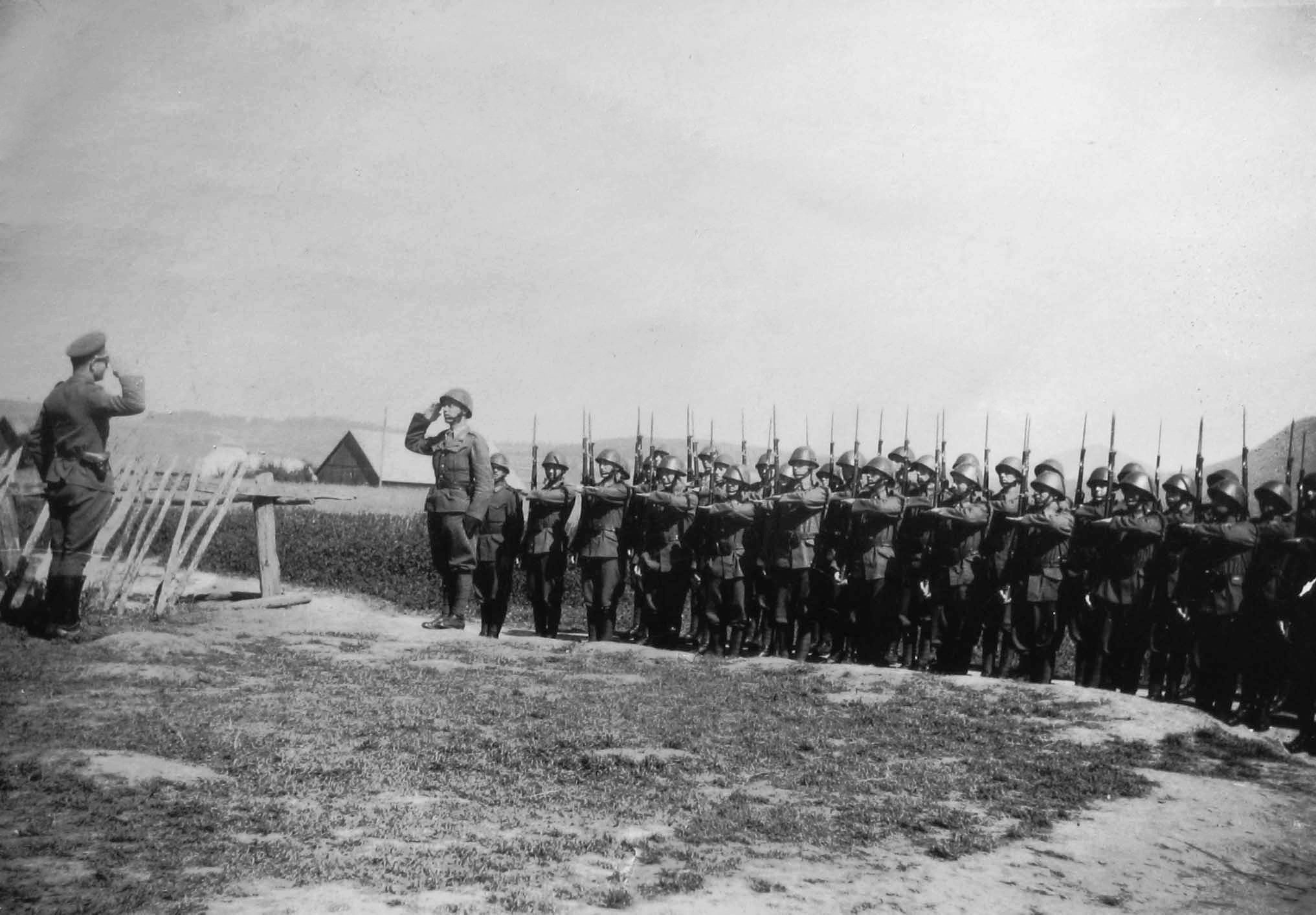
Nastoupení vojáci 1. československé armády na Slovensku

1. československá armáda na Slovensku bylo vojenské uskupení slovenských povstaleckých sil a hlavní složka ozbrojených sil povstalců v době Slovenského národního povstání ve druhé světové válce. V průběhu září 1944 početní stav jejího vojska dosahoval okolo 60 000 mužů. Navzdory nepříznivým vlivům a neúspěchům organizátorů povstání na východním a západním Slovensku, povstalecká armáda kladla na území středního Slovenska 2 měsíce organizovaný odpor a ohrožovala situaci v týlu německé skupiny armád Severní Ukrajina.

## Vznik a početní stav
Konstituovala se v prvních dnech povstání, oficiálně byla pojmenována 31. srpna 1944. Počty jejích bojovníků se postupně měnily. Na začátku měla povstalecká armáda k dispozici přibližně 18 000 vojáků. Po mobilizaci 5. září 1944 47 000, později 60 000 vojáků a maximálně celkem 12-15 000 partyzánů z více než 30 zemí. V prvních dnech povstání měla povstalecká armáda k dispozici 16 pěších praporů a 8 samostatných rot.

## Členění
Původní organizační členění na 2 obranné oblasti se brzy ukázalo jako nevyhovující a proto byla 10. září 1944 zreorganizována na 6 taktických skupin (každá skupina s vymezeným polem působnosti) a leteckou skupinu. Do 13. září 1944 tvořila její součást i samostatná Oravská vojenská skupina, od 17. září 1944 se k ní přidal 1. československý samostatný stíhací letecký pluk a od 26. září 1944 2. československá paradesantní brigáda v SSSR.

## Výzbroj, výstroj a nedostatky
Povstalecká armáda byla vyzbrojena asi 46 000 puškami, 4 000 samopaly, 2 700 kulomety, 200 děly a minomety, 24 tanky (LT-35, LT-38, LT-40 a PzKpfw III), 4 stíhači tanků (Marder III), 3 improvizovanými pancéřovými vlaky, 34 letouny. Měla nedostatek těžkých, protitankových a protiletadlových zbraní, což do určité míry kompenzovaly letecké dodávky vojenské výzbroje
(protitankové pušky a protiletadlové kulomety) ze SSSR a z USA (M1 Bazooka).
Výzbroj pěchoty, která byla nejpočetnější silou povstání, byla velmi různorodá, pocházela většinou z bývalé Československé armády, část i ze SSSR a německých dodávek armádě Slovenského státu. Hlavní zbraní jednotlivce byla československá puška vzor 24 kalibru 7,92 mm. Šlo o tehdejší typickou pětirannou opakovačku, která byla poměrně účinná a přesná. Její velkou slabinou byla nízká rychlost střelby, hlavně v době útoku a v pouličních bojích. Tvořila asi 90 % z celkového počtu pušek. Pro nedostatek samopalů nebylo možné utvořit větší úderné jednotky. Výzbroj pěších jednotek vyhovovala více potřebám obrany než pro útočení. Německé pěší jednotky a hlavně jednotky zbraní SS, které byly ve velké míře nasazeny proti povstání, byly oproti tomu vyzbrojeny větším počtem samopalů a kulometů. V palebné síle vícenásobně převyšovaly povstalce. V pozdějším období povstalecká armáda pociťovala značný nedostatek pušek a samopalů a nebyla schopna ani vyzbrojit všechny vojáky základní služby, které měla k dispozici. To v konečném důsledku způsobovalo, že velení nedisponovalo těmito zálohami a jednotky na frontě neměl kdo vystřídat.
1. československá armáda na Slovensku pociťovala i značný nedostatek ve výstroji pěších jednotek, chyběly hlavně stanové dílce a polní lopatky a radiostanice. Hlavním druhem bojové činnosti pěších jednotek představovala většinou pouze statická obrana, která vyplývala z celkového defenzivního pojetí bojové činnosti armádním velením a v nemalé míře ho ovlivňoval i charakter, způsobilost a kvalita výzbroje.
V bojové činnosti byly většinou uplatňovány překonané československé takticko-operační zásady převzaté z francouzské taktiky a operačního umění. V útocích a protiútocích se málokdy útočilo větší silou jako rotou, výjimečně praporem. Pohyblivost a manévrovací schopnost pěších jednotek byla silně omezena celkově nízkou motorizací armády, jakož i hornatým terénem středního Slovenska. Nedostatky byly znát i v celkové součinnosti jednotlivých druhů vojsk ve všech formách bojové činnosti, což bylo způsobeno hlavně nedostatečným výcvikem. Bylo to znatelné zejména u některých důstojníků, kteří neměli doposud žádné předchozí bojové zkušenosti. Jednotky však postupně získávaly cenné bojové zkušenosti, rostlo jejich bojové mistrovství jakož i takticko-operační umění velitelů. Navzdory uvedeným objektivním i subjektivním nedostatkům měly jednotky první československé armády rozhodující podíl na dvojměsíčním udržení povstaleckého území proti silnějšímu (i když méně početnému), zkušenějšímu a lépe vyzbrojenému nepříteli.
Inspekce samotných povstalců poukazovaly například také na to, že povstalečtí důstojníci na místech dotyku vojsk neorganizovali téměř žádný průzkum, většinou nevěděli, jaké nepřátelské síly proti nim stojí, zapomínali na součinnost s dělostřelectvem. Obrovskou chybou bylo i to, že vojáci nebyli zvyklí vždy svá postavení maskovat a tak je nepřátelský průzkum často snadno pozoroval. Povstalecká vojska si také většinou nebudovala záložní postavení a tak při prolomení hlavní bojové linie obvykle jen chaoticky ustupovala. V pozdějších fázích povstání a hlavně po 20. říjnu 1944 už kolísala jejich morálka a běžné byly i útěky a vojenské dezerce. To však nic nemění na jejich odvaze a zápalu, se kterým se pustili a několik měsíců vydrželi vzdorovat německé válečné mašinérii, přičemž i sám brig.generál Ján Golian (povýšen 5. září 1944) odhadoval na začátku povstání, že jednotky pod jeho velením na středním Slovensku udrží v konvenčním boji souvislou bojovou linii nanejvýš 14 dnů. Po přechodu SNP do hor (konec října - poč.listopadu) mnoho povstalců jako pěchota pokračovalo v boji partyzánským způsobem až do osvobození. Převážná část její těžké výzbroje - většinou povstalci poškozené - padla po 20. říjnu 1944 po ústupu do hor do rukou Němcům.

## Místa bojů 1. československé armády na Slovensku
Nejtěžší boje vybojovali povstalečtí vojáci a partyzáni na Strečně, Priekope, Martině, Sučanech, Partizánském, Telgártě, na kopci Ostrô, u Čremošného, Žarnovice, Hronském sv. Kríži, Hronské Breznici a Jalné.

## Porážka
1. československá armáda na Slovensku čelila velkému množství problémů, k jejichž odstranění měla jen málo času, mnohé vyřešila v průběhu, jiné zůstaly otevřené. Celkově se však povstalecká armáda vyvíjela progresívním směrem. Spolu s partyzány, 1. československým samostatným stíhacím leteckým plukem, 2. československou paradesantní brigádou v SSSR bojovala dva měsíce na souvislých frontách a bránila osvobozené povstalecké území proti přesile německých nacistických jednotek. Po obsazení Banské Bystrice 27. října 1944 nacisty vydal generál Rudolf Viest v noci z 27. na 28. října 1944 operační rozkaz, ve kterém nařídil přechod armády na partyzánský způsob boje. V té době se už armáda stahovala na postavení, ze kterých měla vést partyzánskou válku. Rozkaz byl však vydán v době, kdy velení armády už nemělo spojení s frontovými jednotkami. 28. října 1944 1. československá armáda na Slovensku jako organizovaný vojenský celek zanikla. Přibližně polovina jejích příslušníků přešla na partyzánský
způsob boje. Ne všichni však vydrželi velmi těžké zimní podmínky a tlak nepřítele, takže velká část partyzánského vojska se rozešla domů, nebo se vzdala na základě vyhlášení prezidenta Jozefa Tisa, že těm, kteří se dobrovolně vzdají, bude odpuštěno. Ti z partyzánů, kteří vydrželi zimu začátkem roku 1945, postupně navazovali styk s postupujícími sovětskými a rumunskými jednotkami. Po přechodu fronty potom část z nich posílila stavy 1. československého armádního sboru.